# Otto Hahn
Otto Hahn (8 tháng 3 năm 1879 – 28 tháng 7 năm 1968) là một nhà hóa học và nhà khoa học đoạt giải Nobel người Đức, người đi tiên phong trong lĩnh vực phóng xạ và hóa học phóng xạ. Ông được coi là "cha đẻ của hóa học hạt nhân" và "người sáng lập thời đại nguyên tử". Hahn là một người phản đối việc tàn sát người Do Thái của Đức Quốc xã và sau Thế chiến II ông trở thành người vận động chống lại việc sử dụng năng lượng nguyên tử làm vũ khí. Ông trở thành chủ tịch cuối cùng của Hội Kaiser Wilhelm năm 1946 và là chủ tịch sáng lập của Hội Max Planck từ 1948 đến 1960.